# Criminal (Monika Marija)
Criminal è un singolo della cantante lituana Monika Marija pubblicato il 26 dicembre 2018 da Elitaz Grupė e incluso nell'album di debutto dell'artista.
È stato scritto e composto in lingua inglese da Benny Jansson, Monika Marija, Thomas Karlsson e Mahan Moin.

## Composizione
In un'intervista con il sito Wiwibloggs, la cantante ha rivelato che la canzone ha come obiettivo quello di far sì che la gente consideri come veri criminali ladri, assassini e chiunque commetta un crimine, commentando che a parer suo il peggior crimine è quello di ferire profondamente qualcuno.

## Video musicale
Il video musicale è stato pubblicato sul canale ufficiale YouTube della cantante l'11 gennaio 2019 ed è stato diretto da Šarūnas Kirdeikis.
In esso la cantante indossa un abito rosso, disegnato da Anna Gulbe, e la riproduzione di una ragnatela dietro la testa (abito utilizzato anche per la prima semifinale dell'Eurovizijos atranka 2019).

## Partecipazione all'Eurovizijos atranka 2019
Nonostante un dubbio iniziale, la cantante ha preso nuovamente parte all'Eurovizijos atranka 2019, un festival musicale lituano adottato come metodo di selezione per il rappresentante della Lituania all'Eurovision Song Contest 2019, sia con Criminal che con un altro suo brano, Light On.
Data per favorita da diversi siti di notizie legati all'Eurovision Song Contest, la cantante si è esibita con Criminal nel terzo quarto di finale, classificandosi 2ª e qualificandosi per la seconda semifinale, dove ha raggiunto il 3º posto, nonostante lei stessa avesse invitato sia gli spettatori che i giurati a non votare la canzone.
Pochi giorni prima della finale la cantante ha deciso di ritirare Criminal dalla selezione, cedendo il posto in finale ad Alen Chicco, continuando invece con Light On, che si è poi classificata 2ª.